# Cầu Luitpold (München)

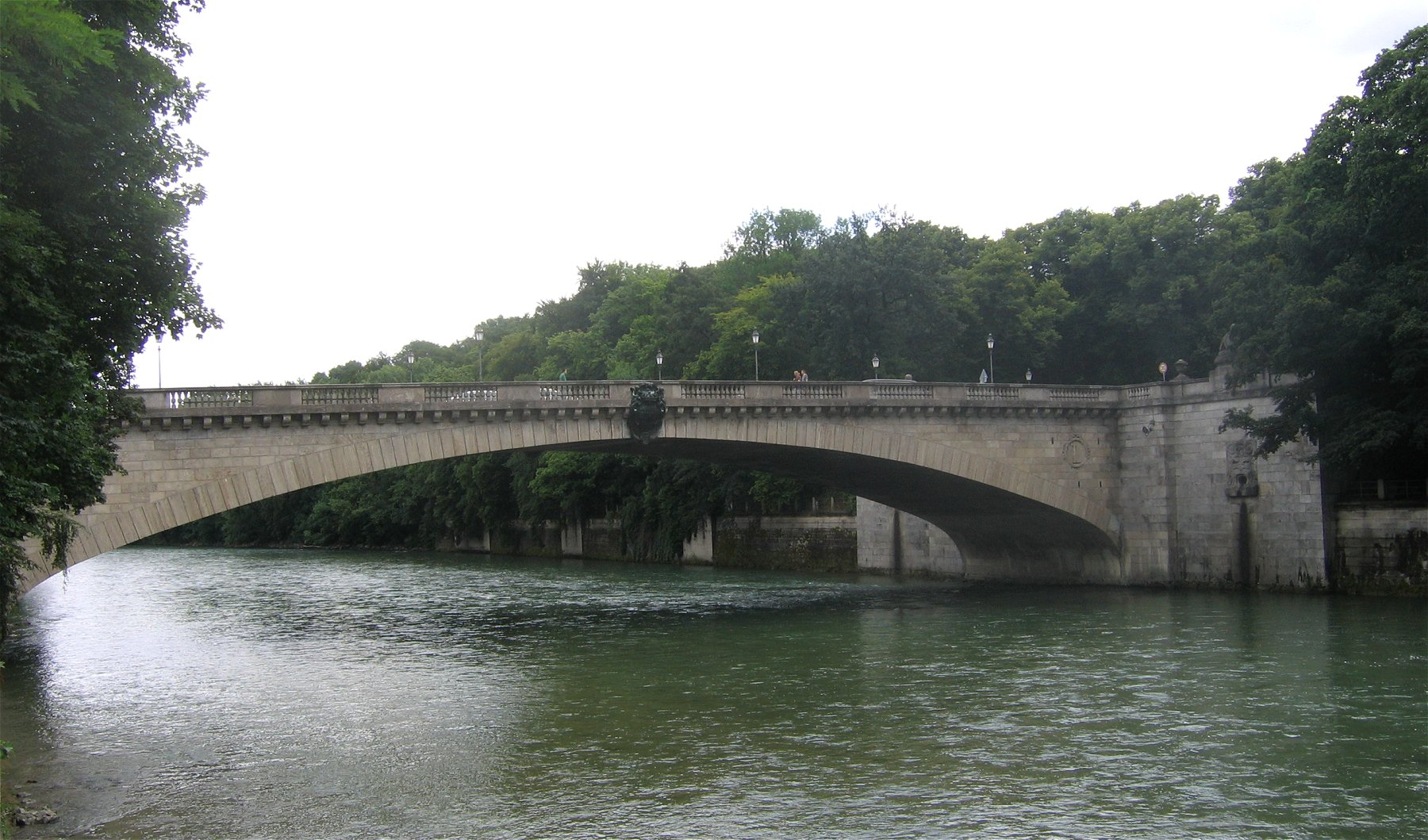
Luitpoldbrücke nhìn từ phia Tây Nam

Luitpoldbrücke, đặt tên theo nhiếp chính Bayern Luitpold (còn được gọi là Prinzregentenbrücke), là một cầu vòm bằng đá bắc ngang sông Isar ở München.

## Vị trí
Luitpoldbrücke nối liền khu vực Lehel với khu vực Bogenhausen và Haidhausen nằm ở phía bên phải sông Isar. Nó là một phần của đường Prinzregentenstraße và dẫn tới Friedensengel.

## Lịch sử

### Cầu thép
1891 theo sáng kiến của kiến trúc sư Friedrich von Thiersch một cầu thép được xây bắc ngang qua sông Isar coi như là một phần của đường Prinzregentenstraße, mà được trả từ tiền túi của nhiếp chính Luitpold. Đây là cái cầu vòm đầu tiên và duy nhất tại München được xây bằng thép. Vào ngày 13 tháng 9 năm 1899 nước ngập cao hơn bao giờ hết và ban đầu làm sập cầu Max Joseph. Ngày sau cả cầu Luitpold cũng bị sập.

### Cầu đá
Nhiếp chính Luitpold ngay sau vụ bão lụt đã hứa, là sẽ cung cấp tài chánh cho xây cây cầu mới. Vào năm 1900 một cây cầu bằng đá mà bây giờ vẫn tồn tại được xây. Sau 13 tháng thì cầu này được hoàn tất. Năm 1962 đường xe chạy được mở rộng từ 9,00 m lên 12,00 m, lối đi bộ lại bị thu hẹp từ 4,10 m xuống còn 2,60 m.

## Điêu khắc
4 tượng đá lớn của các nhà điêu khắc Hermann Hahn, August Drumm, Joseph Wackerle, Balthasar Schmitt, Erwin Kurz được dựng lên khoảng trung tâm cầu ở cả hai bên tượng trưng cho 4 bộ lạc Baiern, Schwaben, Franken và Pfalz. 

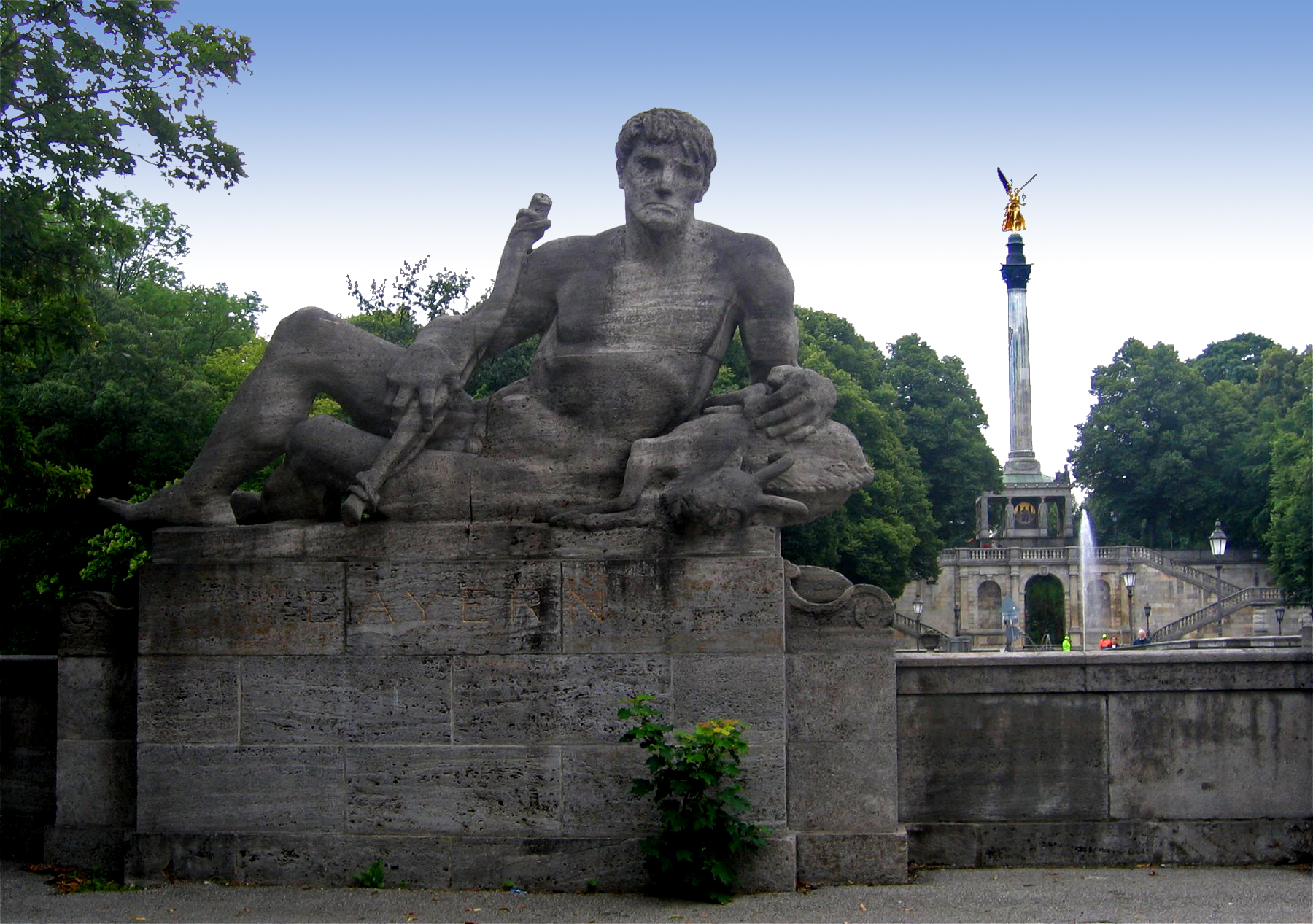
Baiern
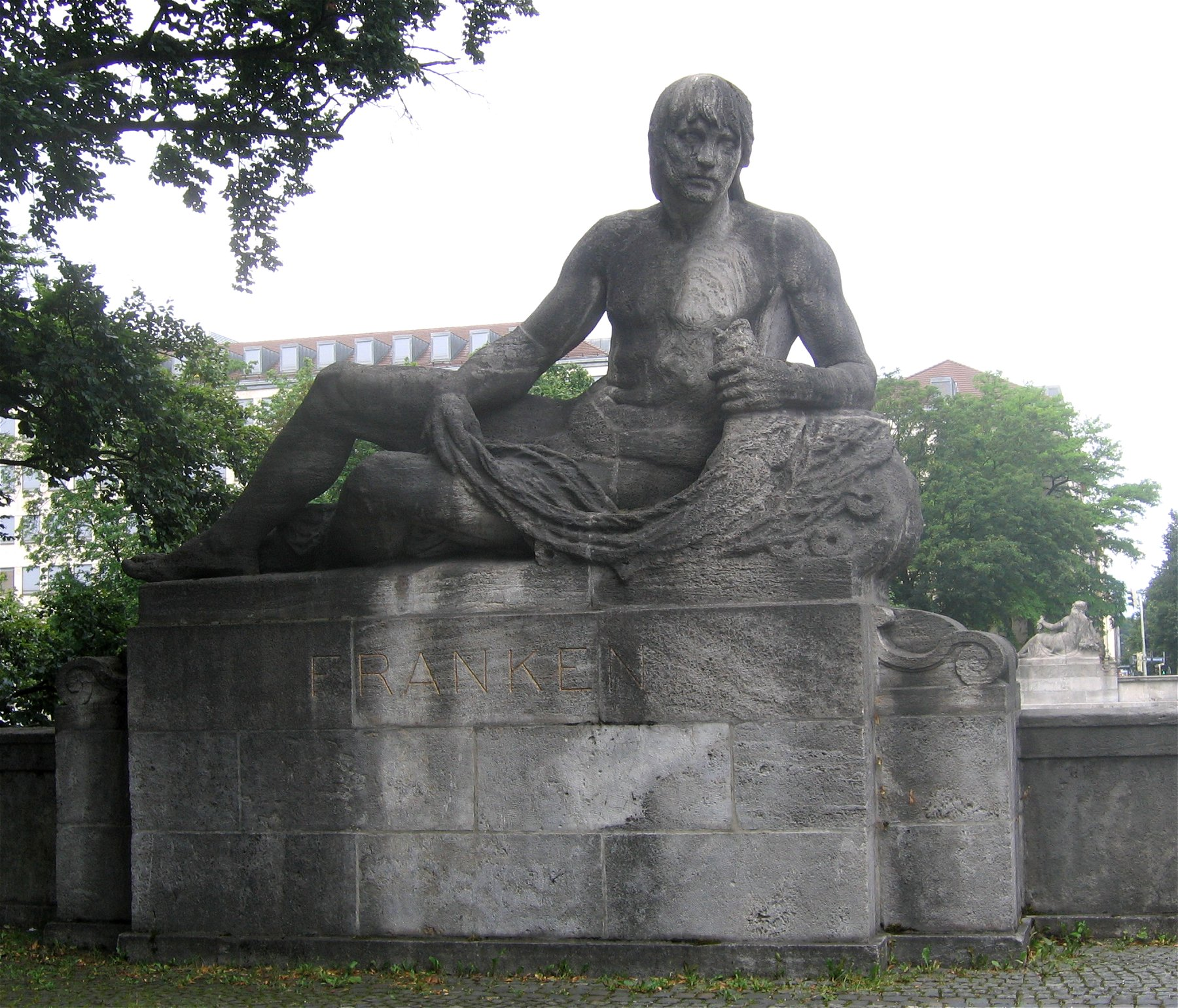
Franken
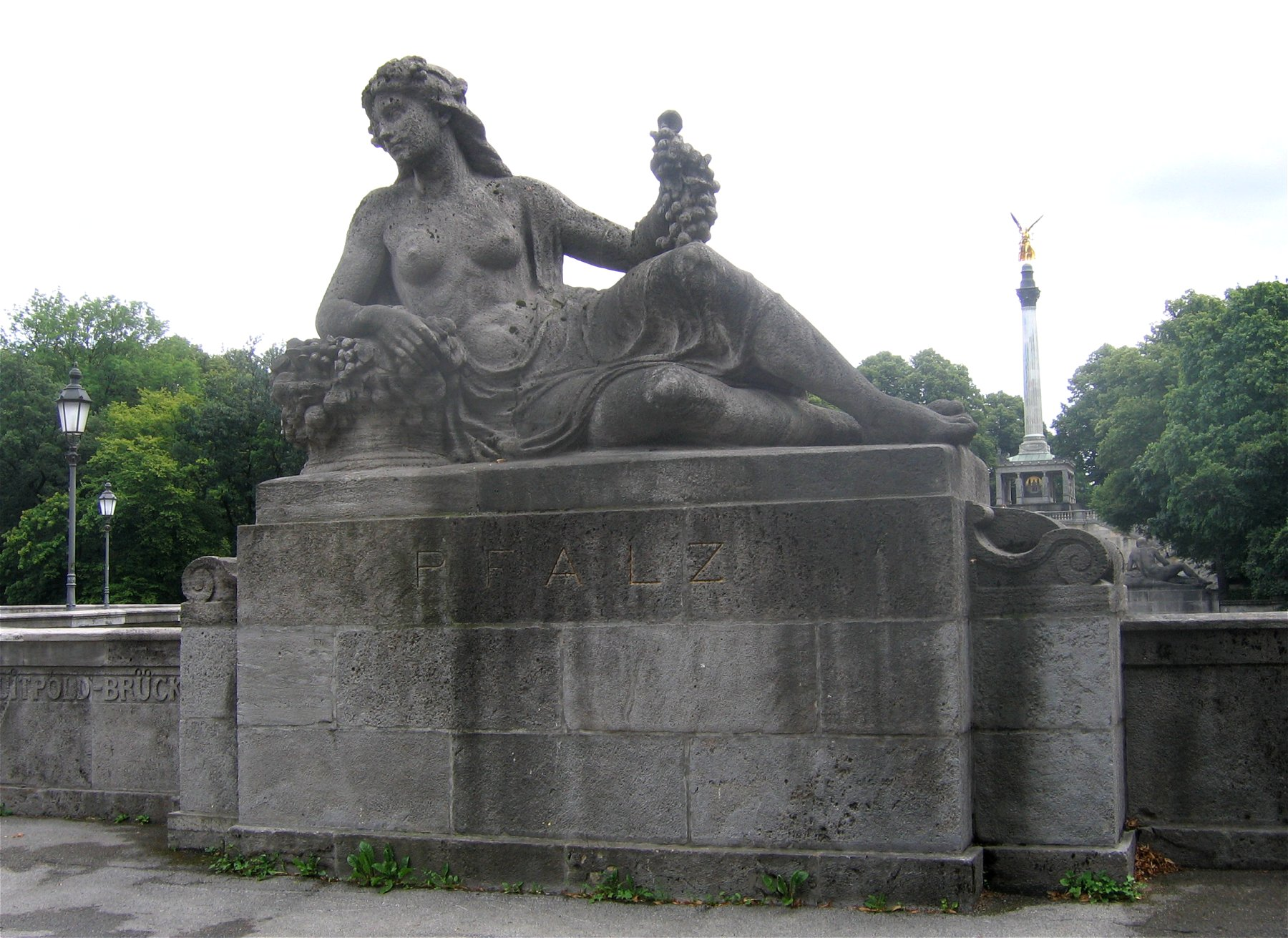
Pfalz
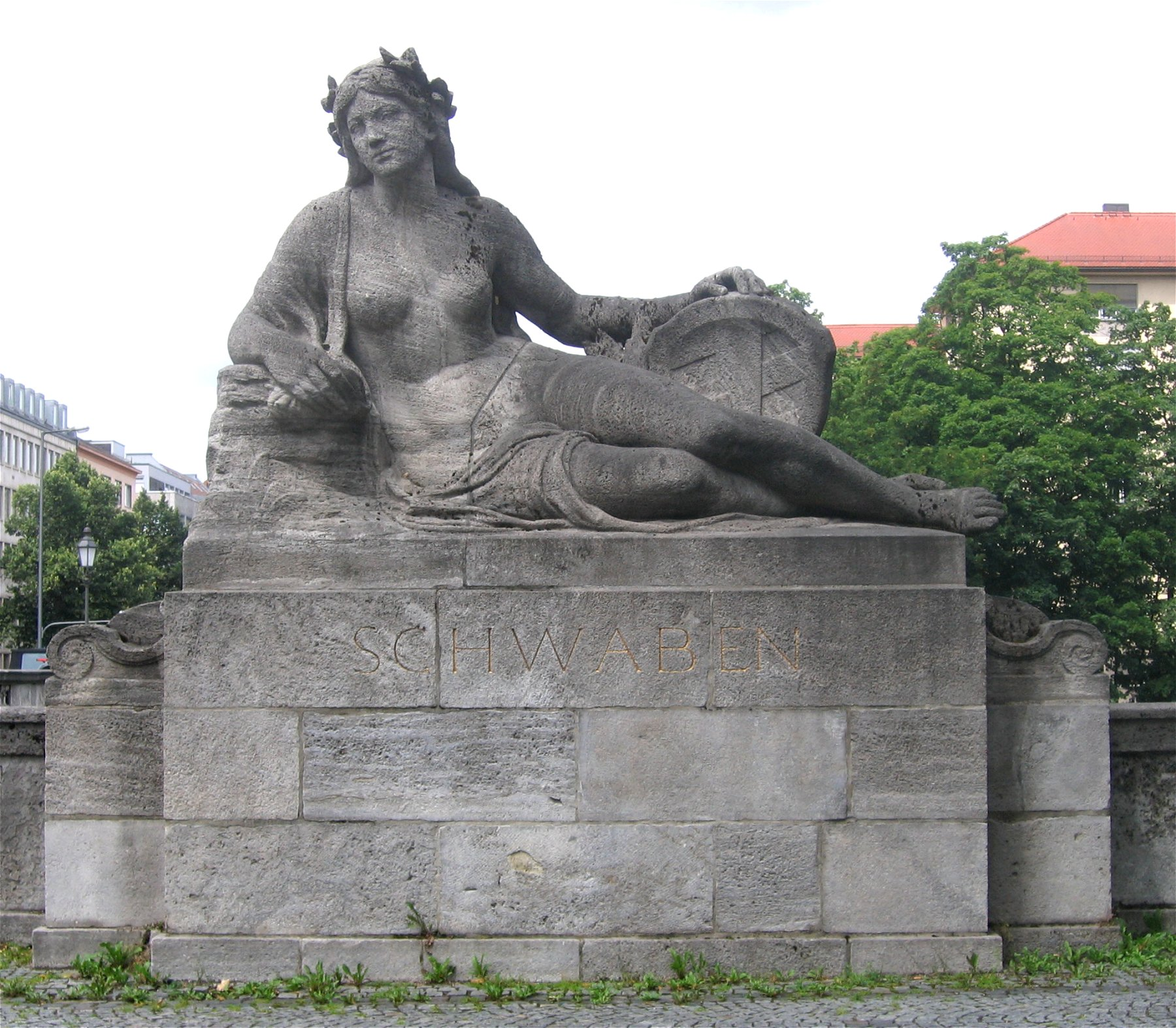
Schwaben

## Literatur
- Festschrift zum Entwurf der Prinzregentenbrücke in München am 28. September 1901
- Kai Lucks: Die Münchner Isarbrücken im 19. und frühen 20. Jahrhundert. München 1976.
- Christoph Hackelsberger: München und seine Isarbrücken. Hugendubel Heinrich GmbH, München 1985, ISBN 978-3-8803410-7-4.
- Friedrich Standfuss: Steinbrücken in Deutschland. 1988, ISBN 3-7640-0240-9.
- Christine Rädlinger, Baureferat der Landeshauptstadt München (Hrsg.): Geschichte der Münchner Brücken. Franz Schiermeier Verlag, München 2008, ISBN 978-3-9811425-2-5 (Brücken bauen von der Stadtgründung bis heute).